# Чентури
Чентури (фр. Centuri, корс. Centuri) — коммуна во Франции, находится в регионе Корсика. Департамент коммуны — Верхняя Корсика. Входит в состав кантона Кап-Корс. Округ коммуны — Бастия.
Код INSEE коммуны — 2B086.

## Население
Население коммуны на 2008 год составляло 225 человек.
| 1962 | 1968 | 1975 | 1982 | 1990 | 1999 | 2008 |
| ---- | ---- | ---- | ---- | ---- | ---- | ---- |
| 257  | 257  | 243  | 195  | 201  | 229  | 225  |

## Экономика
В 2007 году среди 146 человек в трудоспособном возрасте (15—64 лет) 100 были экономически активными, 46 — неактивными (показатель активности — 68,5 %, в 1999 году было 55,5 %). Из 100 активных работали 83 человека (54 мужчины и 29 женщин), безработных было 17 (5 мужчин и 12 женщин). Среди 46 неактивных 8 человек были учащимися или студентами, 12 — пенсионерами, 26 были неактивными по другим причинам.

## Фотогалерея
- Чентури
- Часовня Сент-Антуан
- Генуэзская башня
- Порт